# هربی هنکاک
هربی هنکاک (انگلیسی: Herbie Hancock؛ زاده ۱۲ آوریل ۱۹۴۰) موسیقی دان اهل آمریکاست. وی از سال ۱۹۶۱ میلادی تاکنون مشغول فعالیت بوده‌است.
از فیلم‌ها یا برنامه‌های تلویزیونی که وی در آن نقش داشته‌است می‌توان به نزدیک نیمه شب اشاره کرد.